# Ектор Ерера
Ектор Мигел Ерера Лопез (шп. Héctor Miguel Herrera López; Тихуана, 19. април 1990) мексички је фудбалер који тренутно наступа за Атлетико Мадрид и репрезентацију Мексика. Игра на средини терена.

## Каријера
Рођен је у Тихуани, фудбал је почео да игра у Пачуки. За први тим Пачуке дебитовао је у јулу 2011. године. У јуну 2013. године за осам милиона евра прелази у португалски Порто где наступа и данас. Био је члан мексичке олимпијске репрезентације за Олимпијаду у Лондону 2012. године. Прошао је квалификације и учествовао на главном турниру у Лондону,који је освојио управо његов Мексико, победивши у финалу Бразил са 2:1. Такође наступа и за сениорску репрезентацију Мексика. 

## Трофеји

### Порто
- Првенство Португала (1) : 2017/18.
- Суперкуп Португала (2) : 2013, 2018.

### Атлетико Мадрид
- Првенство Шпаније (1) : 2020/21.

### Репрезентација Мексика
- КОНКАКАФ златни куп (1) : 2015.
- КОНКАКАФ куп (1) : 2015.